# Вивільга золота
Вивільга золота (Oriolus auratus) — вид співочих птахів родини вивільгових (Oriolidae).

## Поширення
Вид поширений в Африці південніше Сахари. Мешкає у різноманітних лісах та саванах.

## Опис
Птах завдовжки 20 см та вагою 60–80 г. Дорослі птахи жовті з чорною лінією очей і чорними крилами і хвостом. Дзьоб і кінцівки блідо-жовті. Самиця має блідіші кольори, ніж самці, і має на крилах злегка жовто-зелений колір.

## Підвиди
- O. a. auratus Vieillot, 1817 — від Сенегалу та Гамбії до західної Ефіопії та південного Сомалі.
- O. a. notatus Peters, W, 1868 — від Анголи до центральної частини Мозамбіку.